# Сержантская улица (Москва)
Сержа́нтская улица — небольшая улица на северо-востоке Москвы в Ярославском районе Северо-Восточного административного округа между Ярославским шоссе и Хибинским проездом.
В составе бывшего города Бабушкин называлась Красноармейская улица. После включения в черту Москвы в целях устранения одноимённости улица в 1964 году получила нынешнее название, сохранив военную тематику.

## Расположение
Сержантская улица начинается слева от Ярославского шоссе, пересекает Палехскую улицу и оканчивается на Хибинском проезде у железной дороги недалеко от станции «Лосиноостровская».